# 夜車姦殺案
《夜車姦殺案》（義大利語：L'ultimo treno della notte）是一部1975年的意大利復仇恐怖電影，由阿爾多·拉多執導，弗拉維奧·布奇、玛莎·梅里尔和艾琳·米拉科主演。
本片根據英格玛·伯格曼《處女之泉》（1960年）和韦斯·克拉文《魔屋》（1972年）的情節改編，講述了平安夜兩個女孩搭乘火車穿越德國，遭受殘酷對待，三名罪犯最后暂居在死者父母家中的故事。

## 剧情
两名年轻女子玛格丽特和莉萨准备从德国慕尼黑乘坐过夜火车去意大利莉萨的父母家过圣诞节。她们发现火车已经满员，只能站在走廊里。与此同时，两个小混混布莱基和克利在火车驶离慕尼黑时也登上了火车，以躲避追捕的警察。这两个惡棍遇到了玛格丽特和莉萨，玛格丽特和莉萨帮他们躲过了验票。布莱基随后在厕所里遇到了一位上层社会的中年金发女子，他想要调戏她，但她却主动勾引他。随着克利引发了一场打斗，她们对这两个惡棍的行为越来越警惕，于是在火车上越走越远，想要躲避他们。
到达奥地利因斯布鲁克后，列车被截停进行搜查，因为有人举报列车上有炸弹。她们决定给莉萨的父母打电话，告诉他们火车晚点的消息，但电话无法接通。与此同时，在意大利，莉萨的父母正在为圣诞节做准备，并为朋友举办了一个晚宴。莉萨的父亲是一名医生，他在晚宴上谴责了社会上日益严重的暴力现象。回到因斯布鲁克，她们登上了另一列直达目的地的火车。然而，当她们登上这列火车时，却发现火车又旧又破，几乎空无一人。她们在最后一节车厢找到了一个包厢，终于有了座位，她们高兴地坐下来，开始在烛光下吃盒裝午餐。
火车驶入黑夜，她们惊恐地发现，两个惡棍和那个金发女子也在车上。布莱基和金发女子一边嘲弄她们，一边做出各种猥亵行为。克利把玛格丽特打得服服帖帖，然后强迫莉萨为他手淫。金发女子发现了另一名乘客，正透过车厢窗户偷窥他们。两名惡棍抓住这名偷窥狂，强迫他强奸玛格丽特，但莉萨的呕吐分散了他们的注意力，他逃走了。
金发女子怂恿克利强奸莉萨，但莉萨是处女，他插不进去。虽然布莱基越来越担心事态的发展，但金发女子还是按住莉萨，鼓动克利用弹簧刀割开莉萨的私处。金发女子抓住刀子，用力刺入莉萨下体，导致她大出血而死。玛格丽特逃了出来，设法把自己锁在厕所里，而金发女子则命令两个惡棍把她抓回来；金发女子起初以为莉萨是装死，搧打她的尸体，最后意识到她已经死亡。玛格丽特匆忙之下爬出窗外，从火车上跳下摔死了。三人将莉萨的尸体扔出窗外，紧接着又将她们的行李也扔出窗外，还偷走了他们的车票和其他物品。
莉萨的父母到车站接她们，但她们没有到，夫妻俩大惊失色。站长告诉他们火车晚点了，于是他们决定暂时回家，离开时，遇到了金发女子和两个惡棍；丈夫朱利奥同意把三人带回家，以便治疗金发女子腿上的伤。莉萨的母亲发现克利戴着一条领带，和她听说莉萨买给父亲作为圣诞礼物的那条领带一模一样，于是对三位客人产生了怀疑。三人繼續表現可疑，朱利奥决定带他们回镇上，然后去取车。在车上，他听到广播报道说他女儿的尸体在火车道附近被发现。
朱利奥意识到是自己家的客人干的，他在外面质问金发女子，但她骗朱利奥说是那两个惡棍杀了那两个女孩，还威胁要对她做同样的事。朱利奥相信了她的话，留下她和妻子，自己去找那两人。朱利奥在自己的手术室里发现克利正在注射海洛因；朱利奥抓住克利，让针头扎进他的手臂，使他吸毒过量。然后，他用各种家具和手术器械反复殴打克利。
朱利奥发现布莱基想要逃跑，便抓起猎枪穿过花园追赶布莱基。克利设法爬到车道上，想要抓住金发女子，却被她一脚踢死。朱利奥打伤了布莱基的腿，然后走近向他开枪。最后警察到来，金发女子的下场仍是个谜。